# Artisanat tunisien
L'artisanat tunisien désigne à la fois un secteur économique et un ensemble de produits fabriqués par des artisans tunisiens comme biens de consommation courante ou produits pour touristes.

## Secteur économique
Il emploie environ 350 000 personnes, ce qui représente 9,7 % de la population active tunisienne, et contribue pour 3,8 % du produit intérieur brut et 2,32 % des exportations (cinquante millions de dinars tunisiens en 2005 dont 47,3 à destination de la France). Les régions de Nabeul et de Kairouan sont les deux premiers centres de production artisanales du pays, la première pour la céramique et la seconde pour les tapis.
Les artisans sont représentés au niveau de la Fédération nationale de l'artisanat qui est rattachée à l'organisation patronale de l'Union tunisienne de l'industrie, du commerce et de l'artisanat.
L'État intervient à travers l'Office national de l'artisanat, entreprise publique créée en 1959 et placée sous la tutelle du ministère du commerce et de l'artisanat, qui a pour fonctions d'encadrer le secteur — par la formation, les études économiques, la promotion, l'assistance aux artisans, le développement de la coopération internationale, etc. — et de commercialiser les produits artisanaux, notamment à destination des touristes. En 1990, ses fonctions strictement commerciales sont confiées à une société distincte : la Société de commercialisation des produits de l'artisanat (SOCOPA).
Des foires, salons et expositions sont organisées régulièrement, notamment le Salon de création artisanale qui a lieu en mars de chaque année.
Il existe également une Journée nationale de l'habit traditionnel qui a lieu le 16 mars de chaque année au cours de laquelle le président de la République distingue des artisans. Les fonctionnaires tunisiens sont alors tenus de se vêtir en habits traditionnels.

## Produits artisanaux

### Tapis
Kairouan est le premier centre de fabrication artisanal en employant plus de 23 000 personnes (surtout des jeunes femmes) sur un total de 28 000 travaillant dans le secteur de l'artisanat.
La tradition attribue à Kemla Chaouch, fille d'un gouverneur ottoman de Kairouan, l'introduction en Tunisie, en 1830, du tapis à points noués d'inspiration anatolienne. Toutefois, les plus anciennes traces de tapis remontent au Ve siècle av. J.-C. avec les célèbres tapisseries carthaginoises teintées au murex. Au VIIIe siècle, l'émir aghlabide payait le tribut au calife de Bagdad en tapis. Les utilisations du tapis sont multiples, que ce soit dans les milieux citadin, campagnard ou nomade : tapis de sol, de selle, de prière, tapis de décoration, etc. On distingue aujourd'hui plusieurs types de tapis typiques de l'artisanat tunisien.

#### Tapis de Kairouan

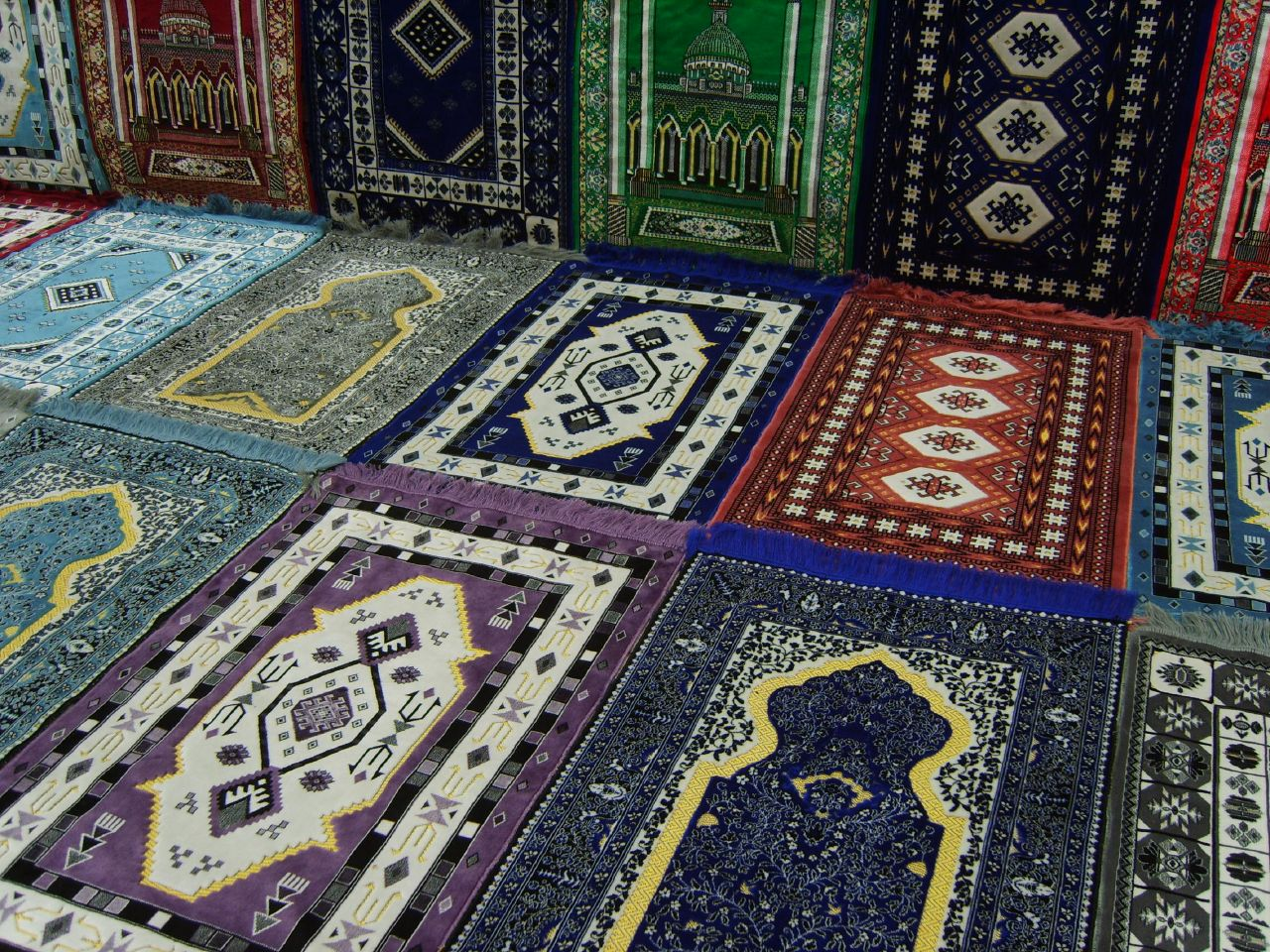
Tapis de Kairouan.

Le tapis stricto sensu est aussi précisé « tapis de Kairouan » car sa fabrication a commencé au XIXe siècle dans cette ville du centre de la Tunisie. Même si la fabrication de tapis concerne d'autres villes telles que Ksibet el-Médiouni, Gabès ou Bizerte, Kairouan reste le principal centre de fabrication.
Contrairement au margoum et au kilim, il s'agit d'un tapis de points noués non tissé. Il est fabriqué à base de laine ou de coton (notamment pour la trame et la chaîne) et plus rarement de lin. Il peut être coloré dans les teintes naturelles du blanc au marron en passant par le gris beige lorsqu'il est de type alloucha (type originel). La laine est toujours épaisse, car c'est celle du mouton, mais on peut utiliser le poil du dromadaire ou de la chèvre. Ses dimensions sont variables, dans une composition rectangulaire, de 70 par 140 centimètres jusqu'à 300 par 400 centimètres. Sa texture, définie par le nombre de points noués par m², s'échelonne entre 12 000 et 490 000 mais le standard est de 40 000, c'est-à-dire vingt rangées par vingt rangées.
La composition du tapis est formée d'un champ central rectangulaire large encadré par des bordures composées de bandes parallèles. Le champ possède de larges écoinçons qui délimitent un champ hexagonal. Les motifs sont géométriques mais peuvent aussi être des fleurs stylisées, donnant à l'ensemble un aspect symétrique avec prédominance de la forme du losange. Au cours du XXe siècle, le type alloucha évolue vers plus de complexité et de polychromie, la texture augmente et les influences perses se font sentir avec l'apparition du zarbia reconnaissable à sa couleur brun-rouge.

#### Autres
Le margoum est un tapis ras de laine composé souvent sur un fond rouge avec des motifs berbères (regma). Son lieu de production d'origine est la ville d'Oudhref près de Gabès qui lui donne parfois son nom. Le kilim traduit pour sa part une forte influence turque laissée par la période de domination ottomane. Enfin, les tapisseries se composent d'une grande variété de couleurs dans certaines villes du Sud tunisien telles que Gafsa et Tataouine.

### Habits
Au début du XXe siècle, chaque région ou village possède son propre costume. Aujourd'hui, le costume traditionnel est la tenue par excellence pour les mariages et les cérémonies. C'est la jebba qui s'est imposée comme habit traditionnel national masculin. Cet habit ample, couvrant tout le corps, se différencie selon la qualité de son étoffe, de ses couleurs et de ses passementeries.
Les babouches d'hommes sont généralement de la couleur naturelle du cuir. Celles des femmes sont dans leur majorité brodées de fils de soie, de coton, d'or et d'argent avec des motifs floraux ou des croissants.

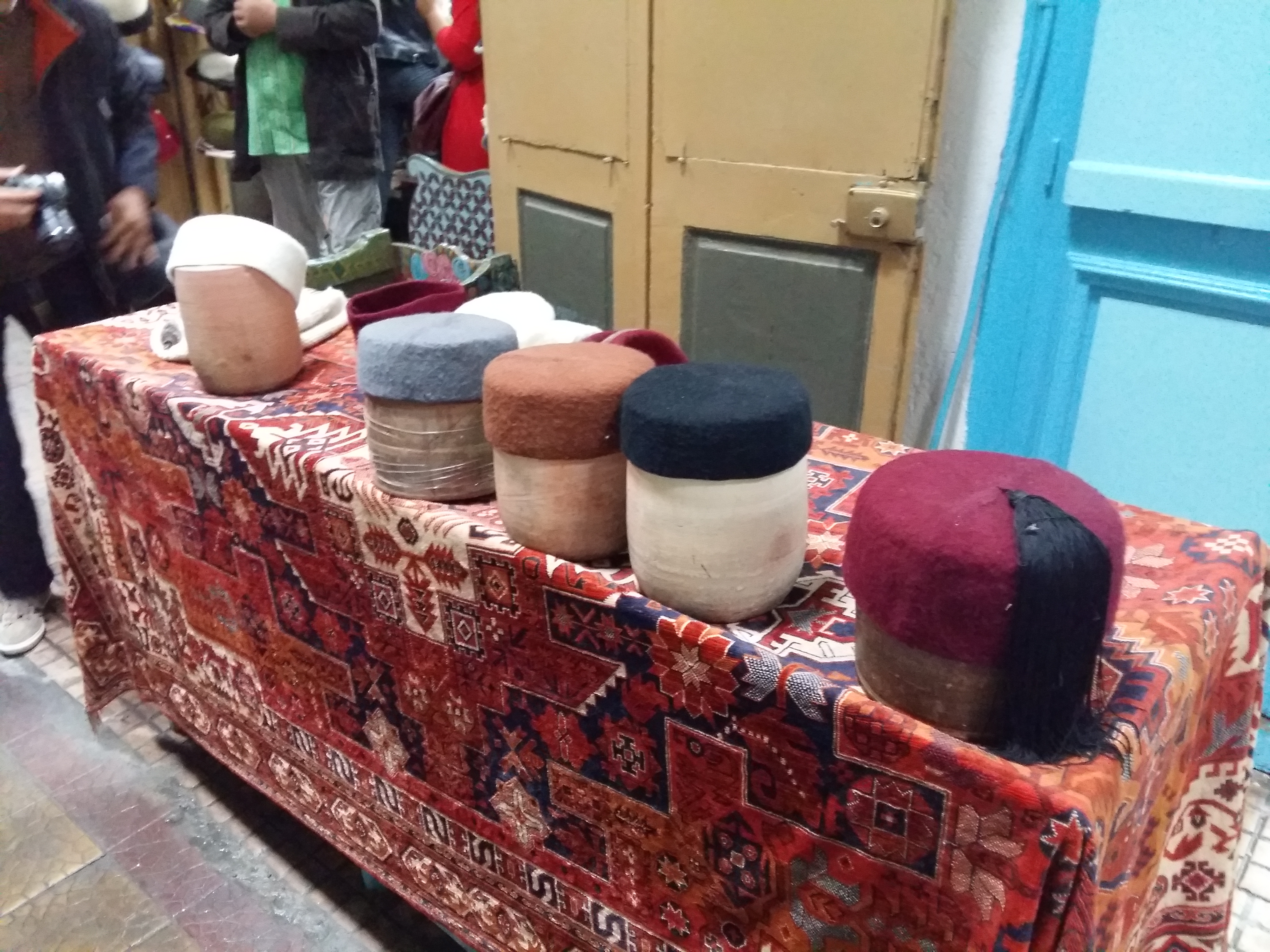
Chéchias.
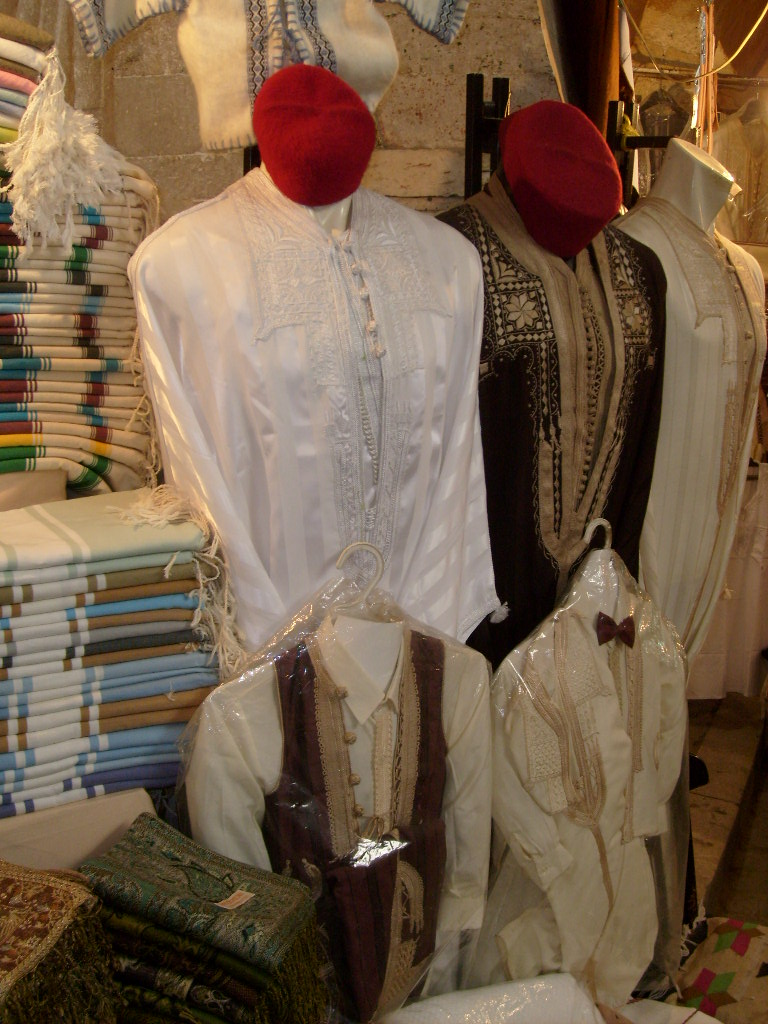
Jebbas traditionnelles dans la médina de Tunis.

### Poterie et céramique

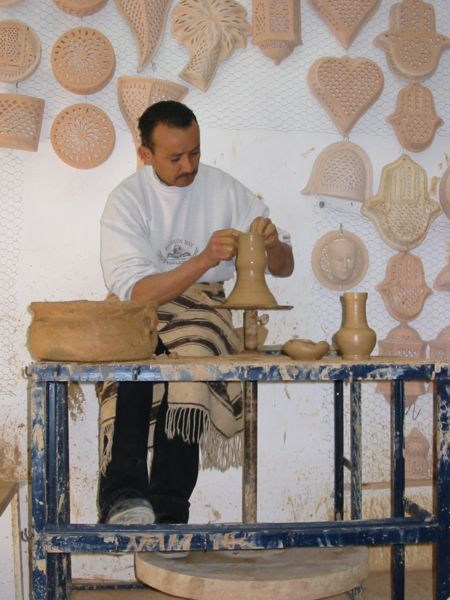
Potier de Guellala.

La Tunisie connaît un artisanat de la céramique ancien et notoire. L'exploitation de la pâte d'argile remonte ainsi à l'époque du Néolithique. Elle s'est enrichie par la suite grâce à l'apport des civilisations punique, romaine, chrétienne, musulmane, turque, persane et italienne que connaît la Tunisie. Les objets typiques des civilisations antiques était la lampe à huile ou l'amphore dont les archéologues peuvent suivre les évolutions pour les périodes punique et romaine : le modelage, la cuisson et le décor des poteries sont demeurés primitifs. Les lignes, les points, les traits ciliés, les dents de scie, les croix, les losanges sont autant de motifs qui rappellent les tatouages et tissus ruraux.

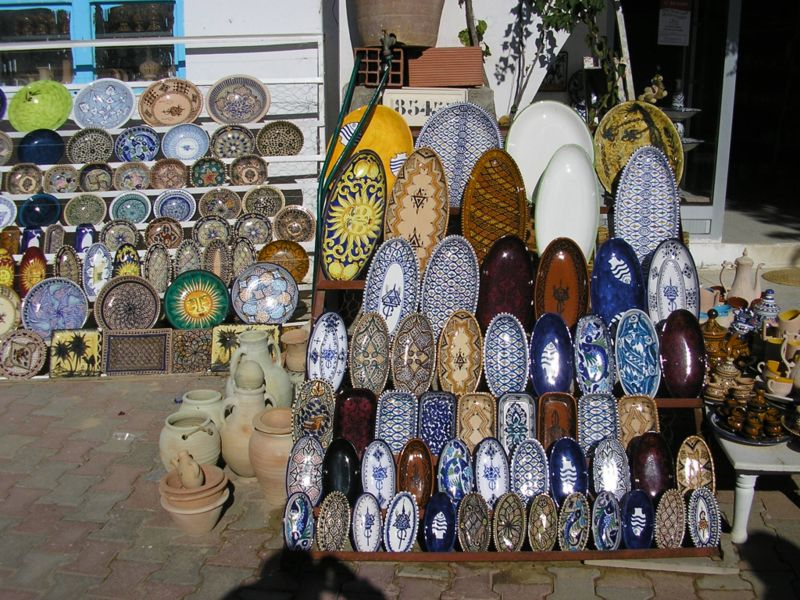
Poteries dans les rues de Guellala.

Il existe une poterie poreuse et nue (chawat) d'une part et une poterie vernissée ou émaillée (motli) d'autre part. Le centre de fabrication de la poterie poreuse nue est Djerba et plus précisément la ville de Guellala. Le nom s'est d'ailleurs identifié à la corporation des potiers, à un quartier de Tunis et à un type de céramique : Qallaline. Ce sont les potiers de Guellala qui sont à l'origine de la création d'autres centres potiers sur le littoral tunisien : Tunis, Nabeul, Moknine, etc.
Mais si la poterie poreuse s'identifie à Guellala, la poterie vernissée (jaune, verte ou brune) est la marque de fabrique de Nabeul. Son développement, qui la hisse aujourd'hui au premier rang national dans la production de céramique, remonte au XVIe siècle avec l'installation de potiers, originaires de Guellala, attirés par la présence de bancs d'argile fine et par la proximité de la mer.
Aux siècles suivants vont se mélanger les influences andalouses avec l'installation des morisques chassés d'Espagne au XVIIe siècle. Le XXe siècle est une période de renouveau de la céramique, notamment à Nabeul. On retiendra les artisans dépositaires d'un savoir-faire et ouverts à la découverte de nouvelles techniques tels que Jacob Chemla, les familles Al Kharraz, Keddidi, Ben Sedrine et Abderrazak dans la région de Nabeul. Alors qu'elle était traditionnellement utilisée pour le transport et la conservation des aliments, la poterie est aujourd'hui majoritairement tournée vers le marché touristique qui inspire de nouveaux produits tel le chameau magique.
Quant aux carreaux de céramique, ils sont utilisés dans la construction des mosquées, des hôtels, des bâtiments publics ou des villas.

### Mosaïque

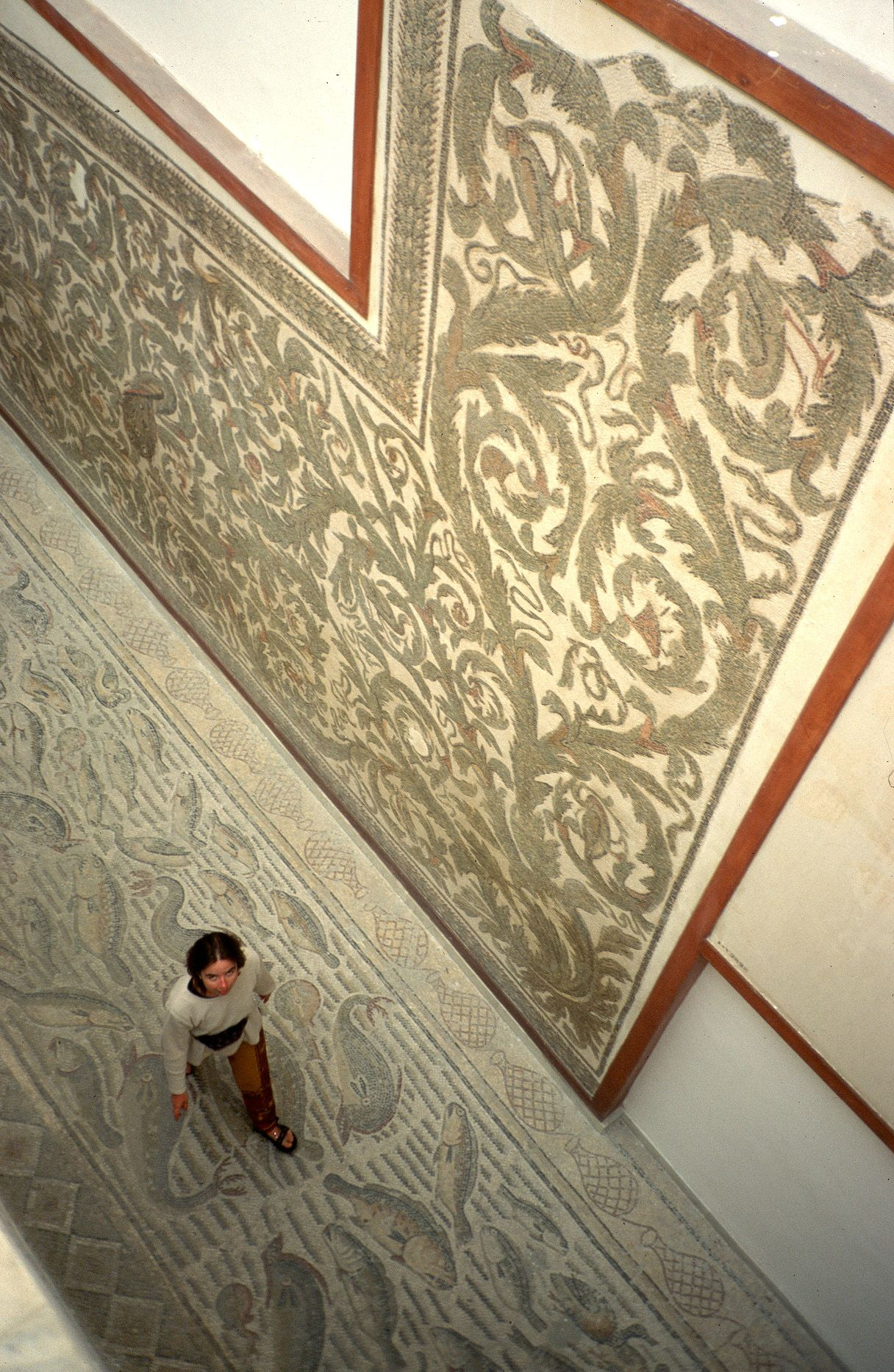
Mosaïque du musée du Bardo.

La Tunisie possède la plus riche collection de mosaïque antiques du monde principalement exposée dans les musées tunisiens au premier rang desquels se trouve le musée national du Bardo. C'est à l'époque romaine et surtout à partir du IIe siècle que cet art se développe au point qu'on puisse parler d'une véritable école africaine marquée par la maîtrise de la représentation figurée. Les plaques de mosaïques sont utilisées pour orner les demeures bourgeoises reprenant les thèmes voire copiant les plus célèbres fragments connus.

### Métaux

#### Ferronnerie

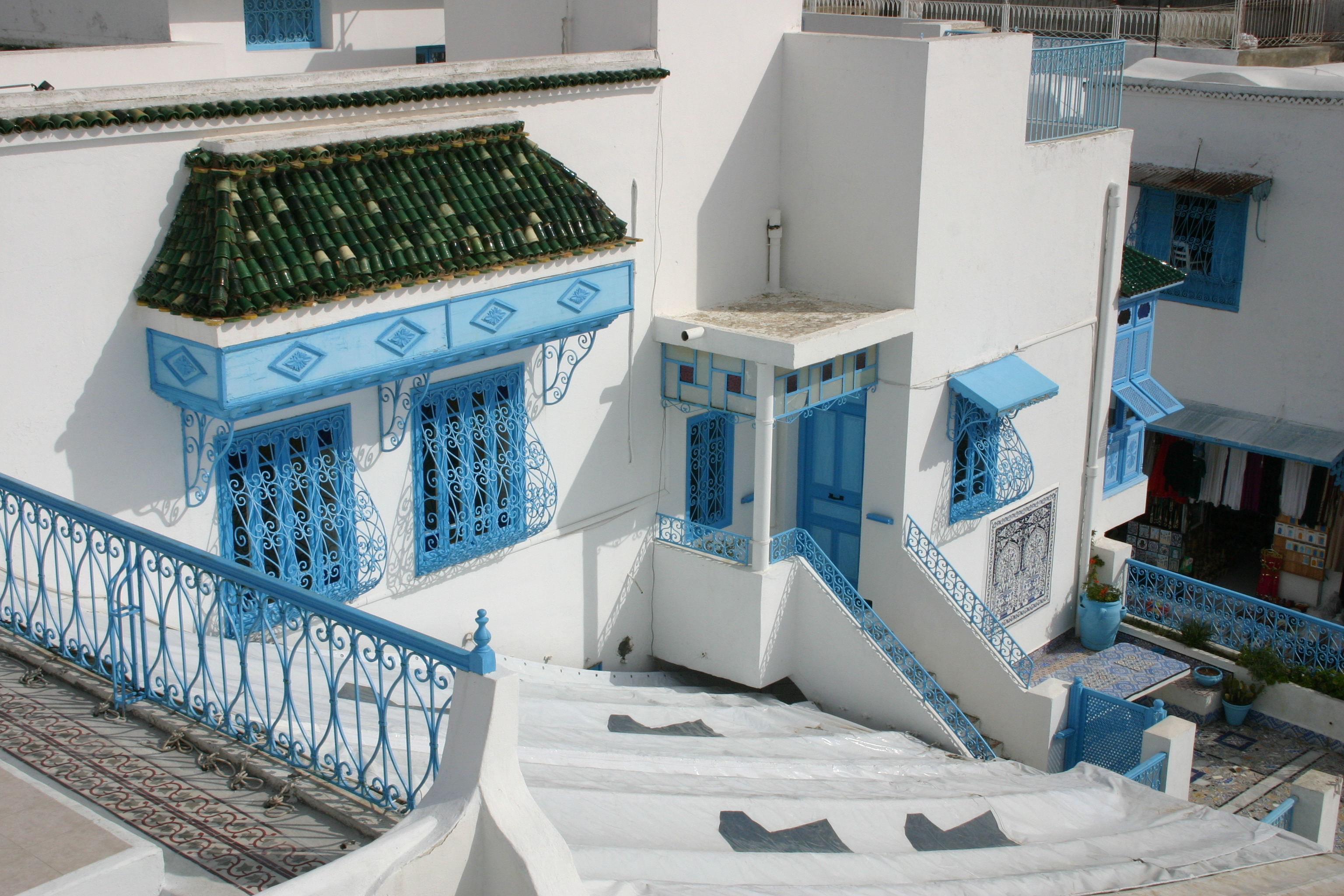
Ferronnerie bleutée de Sidi Bou Saïd.

C'est aux Andalous que l'on attribue la décoration des portes cloutées devenue caractéristique du fer forgé tunisien. Bleues elles aussi par tradition, les grilles en fer forgé garnissent fenêtres et bouches d'aération des cuisines et des salles de bains. Leurs entrelacs de métal tranchent avec la sobriété des façades blanchies à la chaux. Destinées à embellir les maisons et à préserver l'intimité des habitants, ces grilles rappellent les moucharabiehs de la tradition arabo-andalouse (panneaux de bois sculpté qui permettaient aux femmes de regarder dans la rue sans être vues).
Les cages à oiseaux de Sidi Bou Saïd s'inspirent directement de ces arabesques en fer forgé qui ornent les façades.

#### Cuivre

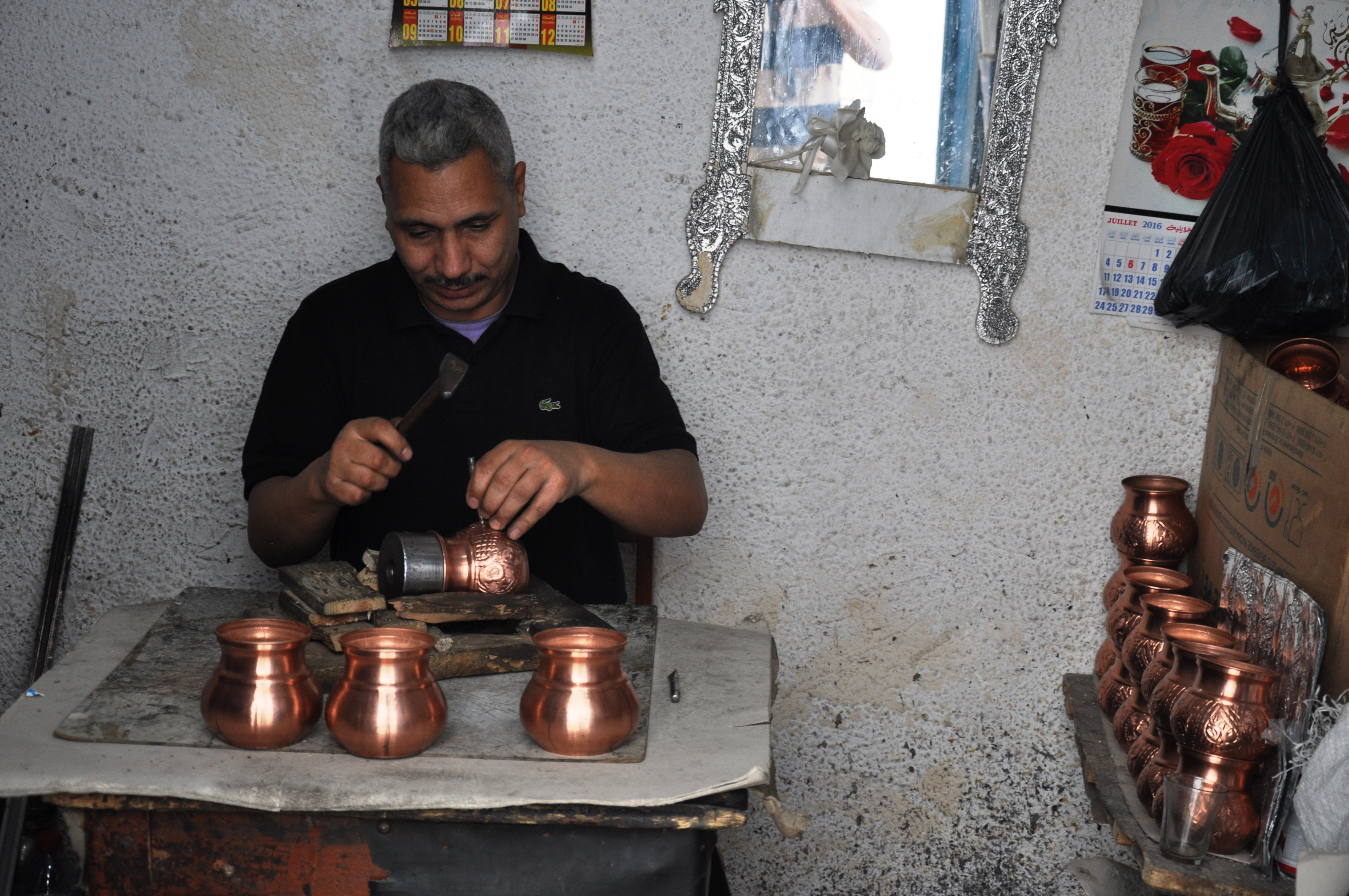
Dinandier.

L'artisanat du cuivre a connu son âge d'or en Tunisie au XVIIIe siècle, notamment dans les grandes villes (Tunis, Sfax et Kairouan). Les objets en cuivre sont un élément important du trousseau de la mariée dans les familles citadines jusqu'au milieu du XXe siècle.

### Bijoux

#### Matières premières
L'orfèvrerie et la bijouterie artisanale ont joué un rôle important dans l'activité économique de la Tunisie jusqu'au début du XXe siècle. Le commerce des métaux précieux vaut à Carthage, dès l'Antiquité punique, une part substantielle de sa prospérité. L'or d'Afrique a longtemps été acheminé par voie terrestre, par le biais des caravanes transsahariennes pour être distribué dans le bassin méditerranéen ou être travaillé dans les ateliers des villes importantes d'Afrique du Nord. Le produit des mines d'argent d'Espagne était expédié par les navires puniques à partir de leurs comptoirs en direction de la Sicile et de Carthage où ce métal permit de frapper les premières émissions (tardives) de monnaie répondant sans doute aux besoins militaires des Carthaginois. La demande d'argent est restée soutenue en Tunisie jusqu'à la fin de la tutelle effective des Ottomans au XIXe siècle ; les achats tunisiens de monnaies d'argent réformées et usagées en provenance d'Europe sont restés longtemps un poste important des importations tunisiennes. En revanche, l'approvisionnement en corail provenant des côtes du nord du pays était mieux assuré en dépit du contrôle exercé sur cette pêche par les Génois de Tabarka et les Français des échelles voisines. Toutefois, la ressource est restée peu exploitée par l'artisanat tunisien. Enfin, perles, turquoises, lapis-lazuli, onyx, cornalines, ambre jaune ou noir et autres pierres précieuses ou semi précieuses parvenaient aisément en Tunisie, notamment depuis le Moyen-Orient.
La bijouterie artisanale doit satisfaire, à partir de ces matières premières, plusieurs types de demandes, parfois confondues.

#### Bijouterie d'apparat

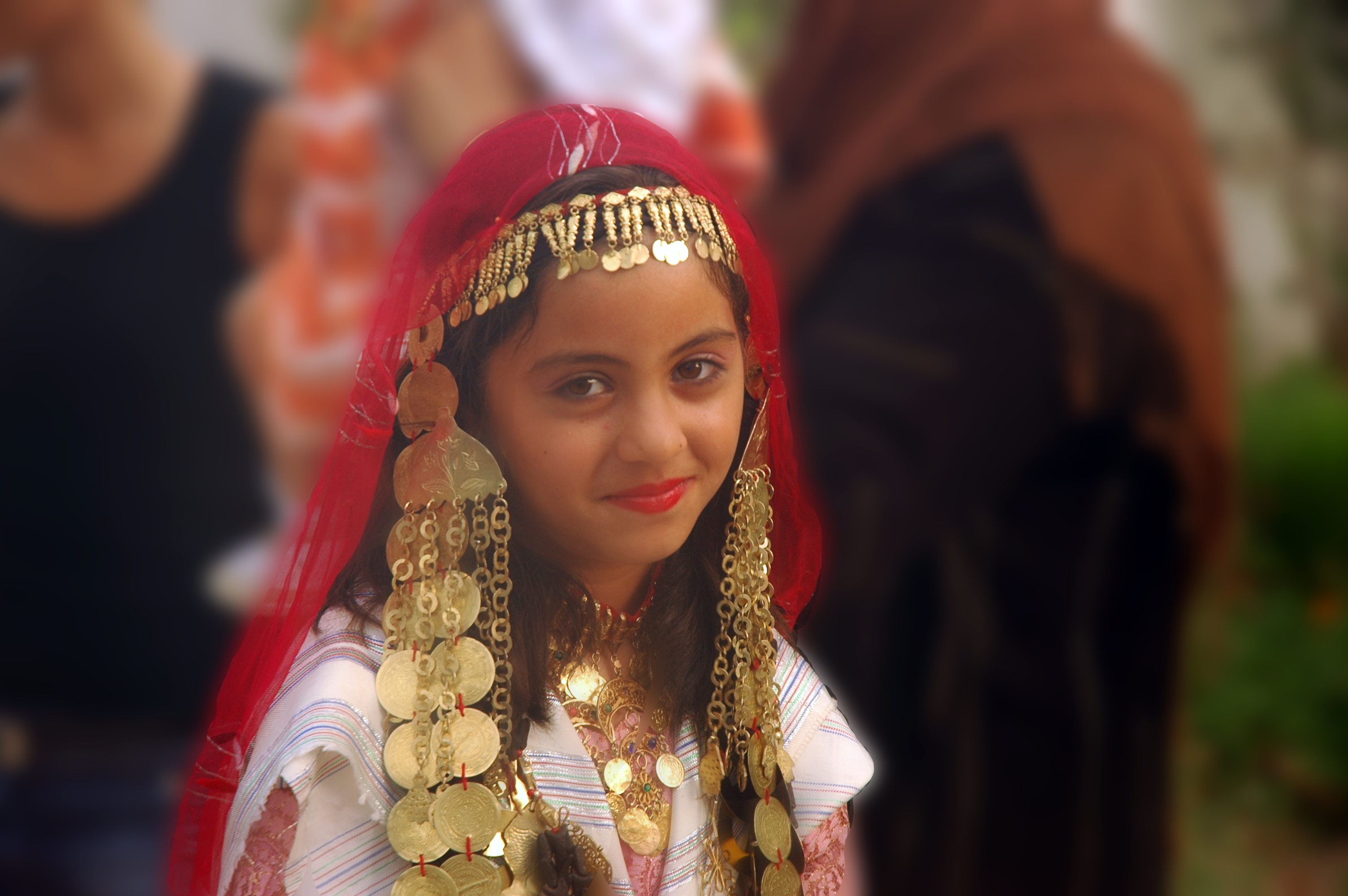
Fillette lors d'un mariage à Djerba.

Elle s'est plus particulièrement développée en milieu urbain et se traduit par des diadèmes, fibules traditionnelles, colliers composites, boucles d'oreilles et bracelets caractérisés par leur finesse et leur recherche esthétique car comportant diverses incrustations. Certaines parures ne sont portées qu'à l'occasion du mariage. Une section des souks de Tunis est d'ailleurs réservée à la corporation des artisans bijoutiers : le souk El Berka, ouvert en 1612 et destiné à l'origine à la vente des esclaves jusqu'en 1841, est maintenant réservé à la vente aux enchères des bijoux d'or et d'argent. L'art du filigrane déjà maîtrisé par les Puniques a été revivifié à partir du Moyen-Orient par la conquête arabe. Pourtant, la bourgeoisie tunisoise issue des cadres ottomans va progressivement délaisser le travail artisanal traditionnel tunisien au bénéfice du travail d'inspiration italienne car plus élaboré et diffusé par une importante et active colonie de Juifs livournais accueillie et installée à Tunis. L'instauration du protectorat français, accélérant cette tendance et introduisant la figure de l'horloger-bijoutier, va tarir la créativité de l'artisanat traditionnel du bijou.

#### Bijouterie de thésaurisation

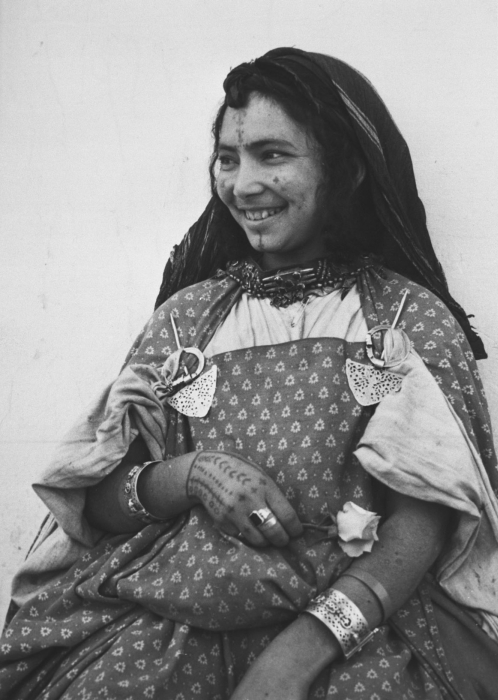
Jeune berbère portant des bijoux traditionnels (milieu du XXe siècle).

Comme dans toutes les sociétés, le monde agricole en Tunisie a souhaité se prémunir des aléas climatiques pouvant pouvant faire varier d'un facteur 3 une récolte. Ainsi, les excédents des années fastes sont temporairement convertis en bijoux d'argent, parfois d'or. L'aspect des bijoux est secondaire mais leur poids reste déterminant : on recherche de lourds bracelets ou des pendentifs plus légers d'argent aplati ; leur patine et leur degré d'usure importent peu. Ces bijoux, souvent rustiques, aux formes simples et géométriques, ciselées ou quelquefois rehaussés d'un simple grènetis, sont souvent improprement qualifiés de « bijoux berbères » car certains sont des bijoux d'origine empruntés ou de style inspirés par les cultures sahariennes voisines.
Il n'est pas rare de rencontrer des monnaies de dix francs en argent d'époque révolutionnaire ou à l'effigie du roi Louis-Philippe directement remployées comme pendentifs ou élément de collier. Djerba, et notamment Houmt Souk, accueillait le foyer des artisans de bijoux le plus actif dans ce travail « rustique » : ces bijoutiers provenaient pour un bon nombre de la communauté juive séculaire établie à Djerba. Sfax s'est également signalée pour sa production artisanale de qualité. Ces artisans alimentaient le marché de leurs productions mais assuraient aussi partiellement le rôle de banquiers et de caisse de prévoyance et ont exercé leur art jusqu'à l'époque contemporaine.

#### Bijouterie talismanique

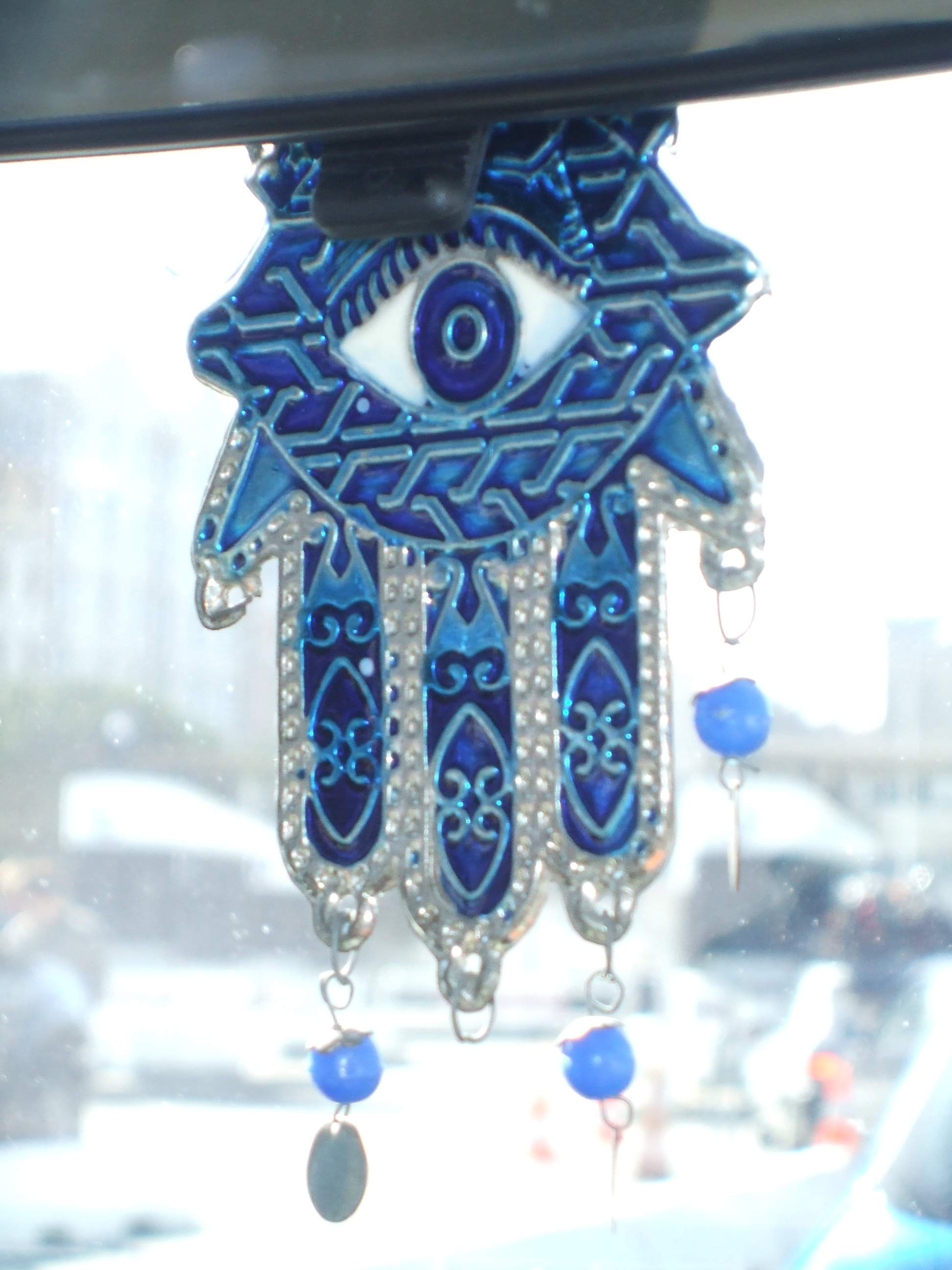
Khamsa dans une voiture.

L'artisanat tunisien a su longtemps perpétuer la tradition du porte-bonheur, tradition que l'on trouve bien ancrée dans la plupart des cultures du bassin méditerranéen. Une production typique est celle de la khamsa mais elle prend aussi la forme d'étoile d'argent ou de corne de corail utilisés en pendentifs auxquels sont attribués des mérites spécifiques. Ces symboles sont stylisés à l'extrême de façon à respecter l'interdiction islamique de toute représentation figurative.

#### Bijouterie utilitaire
La production artisanale la plus représentative de ce type est la fibule « berbère » que portent les femmes comme fermoir. C'est une sorte de grande épingle servant à maintenir les voiles dont les femmes sont vêtues en s'en drapant. Le principe de cette fixation semble remonter à l'Antiquité romaine dont la statuaire donne de bonnes représentations. Ces épingles permettent aux artisans de démontrer leur imagination et leur art au travers des ornements qu'elles constituent. L'artisanat produit d'autres articles utilitaires comme des boucles de ceinturon ou tabatières.

### Ustensiles de cuisine
C'est à Kairouan que l'on fabrique les ustensiles en cuivre comme les marmites ou les seaux.